# اختبار الحد النوني
في الرياضيات، اختبار الحد النوني (بالإنجليزية: nth-term test)‏ هو اختبار بسيط يمكن من نص تباعد متسلسلة ما:
إذا توفر {\displaystyle \lim _{n\to \infty }a_{n}\neq 0} أو لم تكن النهاية موجودة، فإن {\displaystyle \sum _{n=1}^{\infty }a_{n}} تتباعد.

## البرهان
يبرهن على هذه الاختبار باستعمال تقنية البرهان بالخلف:
- إذا كانت {\displaystyle \sum _{n=1}^{\infty }a_{n}} تتقارب, فإن {\displaystyle \lim _{n\to \infty }a_{n}=0.}